# Demografi
Demografi er græsk og betyder "befolkningsbeskrivelse" (gr. δημογραφία, sammensat af δήμος, démos = «folk», γραφή, graphé = «(be)skrive»). Demografi eller befolkningslære er videnskaben om et givet områdes befolkningsforhold, dets størrelse, sammensætning og udvikling, samt de forhold og egenskaber, der har indflydelse på det. Især beskæftiger demografien sig med de tre forhold, der tilsammen kan ændre størrelsen af en befolkning, nemlig fødsler, dødsfald og vandringer (som igen kan opdeles i indvandring og udvandring).
Demografi adskiller sig fra slægtsforskningen, som skildrer enkeltindividers indbyrdes slægtsmæssige forbindelser, og biografien, der belyser det enkelte individs tilværelse og levevilkår.

## Historisk baggrund
"Befolkning er den Kreds af Mennesker, der lever paa et Territorium ell. i et Statssamfund. Kendskab til Størrelsen af et Lands B. og Forandringerne i Folkemængden (B.’s Bevægelser) har Bet. for Bedømmelsen af et Lands økonomiske Tilstand og politiske Magtstilling, og Udfindelsen af de Love, der styrer de nævnte Bevægelser, er en betydningsfuld videnskabelig Opgave."
"Bl. de Oplysninger, der udledes af Folketællinger og af de Beregninger, der erstatter manglende Tællinger, skal først behandles B.’s Størrelse. Den absolutte Mængde Indbyggere i et Land giver ganske vist ingen Oplysning om B.’s økonomiske Tilstand ell. Landets aandelige Udvikling; derimod giver den et ret tilforladeligt Billede af dets politiske Bet. og militære Magtstilling."
Således blev befolkningslæren beskrevet i Salmonsens Konversationsleksikon i 1915 og begrundede derved videnskabens betydning. Selve tanken om at undersøge befolkningens forhold, størrelse og sammensætning og årsagerne hertil er imidlertid langt ældre. Allerede i middelalderen var der folk, som beskrev befolkningsforhold, og under kameralismen i 1700-tallet blev befolkningens størrelse og dens trivsel gjort til genstand for ivrige offentlige drøftelser. Udgangspunktet for disse drøftelser og overvejelser var den tanke, at en stor folkemængde var grundlaget for et lands trivsel i økonomisk henseende, og at fremgang i befolkningstal derfor var et ubetinget gode.
I Danmark var Frederik Christopher Lütken, Otto Diderik Lütken og Erich Pontoppidan talsmænd for denne opfattelse. Vanskeligheden var, at man endnu helt frem til 1769 ikke havde noget sikkert kendskab til befolkningens aktuelle størrelse. Derimod var man allerede fra 1735 begyndt at indhente oplysninger om antallet af fødte og døde fra kirkebøgerne.
I 1769 gennemførtes den første folketælling i Danmark, denne fulgtes op af en ny i 1787 og en tredje i 1801, men først fra 1834 begyndte man at foretage jævnlige folketællinger. Udfaldet af de to første folketællinger offentliggjordes på dansk blandt andet i Gregers Begtrups Beskrivelse over Agerdyrkningens Tilstand i Danmark (1803-1812), og her fandt også den første spæde bearbejdelse af oplysningerne sted, idet han ikke blot anførte indbyggertal for amterne og købstæderne, men tillige efter befolkningens erhvervsfordeling i hovedtræk, ligesom han skønnede over befolkningens udvikling frem til 1801.
Fra midten af 1800-tallet, da folketællingerne skete regelmæssigt og forholdsvis hurtigt begyndte at blive offentliggjorte, skete tillige snart en bearbejdelse, idet man satte fødsler og dødsfald i forhold til befolkningens størrelse, beregnede befolkningens fordelingstætheder efter område, vækstprocenter pr. år og så fremdeles. Dermed var skridtet i virkeligheden taget til moderne demografiske undersøgelser, men fremgangsmåderne er blevet stadig mere udviklede med tiden, og indsigten i de sammenhænge, der kan siges at gælde, tilsvarende vokset.

## Demografiske begreber
Demografien betjener sig af en række veldefinerede fagudtryk i beskrivelsen af befolkningsforholdene:

### Fertilitet
- fødselsraten eller den summariske fertilitetskvotient er det årlige antal levendefødte pr. 1.000 indbyggere.[6]
- fertilitetsraten eller den generelle fertilitetskvotient defineres typisk som det årlige antal levendefødte børn pr. 1.000 kvinder i den fødedygtige alder[7] (i almindelighed fra 15 til 49 år[6]).
- de aldersbetingede fertilitetskvotienter tager højde for forskellene i alderssammensætningen blandt kvinder, idet de angiver det årlige antal levendefødte pr. 1.000 kvinder i en given aldersgruppe.[8]
- den samlede fertilitet er lig med summen af de aldersbetingede fertilitetskvotienter opgjort på ét-årige aldersklasser.[9]
- frugtbarhed er udtryk for en befolknings fysiologiske mulighed for at formere sig og er altså ikke identisk med fertilitet. Hvis fertiliten varierer mellem to befolkninger, kan det både skyldes en forskel i frugtbarheden og en forskel i præferencerne for at få børn.[7]
- aldersopdelte fertilitetsrater angiver det årlige antal af levendefødte pr. 1.000 kvinder i en given aldersgruppe (som regel etårig eller femårig)
- bruttoreproduktionstallet udtrykker det antal levendefødte piger, som 1000 kvinder vil føde i løbet af den fertile alder, hvis ingen af de 1000 kvinder dør før det fyldte 50. år, og de i hver aldersklasse føder netop så mange børn som angivet ved årets fertilitetskvotienter.[10]
- nettoreproduktionstallet indregner mødrenes dødsrisiko, idet det defineres som antallet af levendefødte piger, som 1000 kvinder vil føde i løbet af den fertile alder, hvis de 1000 kvinder antalsmæssigt fra 0-års-alderen reduceres svarende til årets dødelighedserfaringer, og de i hver aldersklasse føder netop så mange børn som angivet ved årets fertilitetskvotienter. Hvis befolkningen skal kunne opretholde sig selv, kræves et nettoreproduktionstal på 1000.[10]

### Dødelighed
- dødeligheden eller den summariske dødskvotient er det årlige antal døde pr. 1.000 indbyggere (opgjort som middelfolketallet, der typisk enten er befolkningen pr. 1. juli eller gennemsnittet af befolkningen 1. januar i det indeværende og det efterfølgende år.[11].
- de aldersbetingede dødskvotienter defineres som antallet af dødsfald i en given aldersgruppe pr. 1.000 person (opgjort som middelfolketallet) i samme aldersgruppe.[12]
- spædbørnsdødeligheden er antallet af døde under 1 år pr. 1.000 levendefødte. Spædbørnsdødeligheden er dermed et specialtilfælde af en aldersbetinget dødskvotient, nemlig dødskvotienten for 0-årige.[12]
- børnedødeligheden er udtryk for den andel af levendefødte børn i en fødselsårgang, der dør før deres fyldte 5. år.
- dødssandsynligheden angiver sandsynligheden for, at en person, der har opnået alderen x, vil dø, inden han fylder x + 1 år.[12]
- den aldersfordelte restlevetid udtrykker, hvor mange flere år en person, der har opnået en given alder, kan forventes at leve. Restlevetiden for en given aldersgruppe kan beregnes ud fra dødssandsynligheden for den pågældende og alle ældre aldersgrupper.[13]
- middellevetiden eller den forventede levetid angiver det antal år, et nyfødt barn født på et givet tidspunkt vil kunne forvente at leve, givet den hidtidige aldersfordeling for døde. Den er dermed et specialtilfælde af den aldersfordelte restlevetid, nemlig restlevetiden for en 0-årig.[13]

### Vandringer
- vandring eller migration angiver flytning af bopæl fra et sted til et andet over en administrativ grænse. Der kan skelnes mellem indre vandringer (flytninger inden for samme land) og ydre vandringer (flytninger mellem ulige lande). Er der tale om indre vandringer, skelnes mellem tilvandring og fravandring. Er der tale om ydre vandringer, skelnes mellem indvandring (immigration) og udvandring (emigration).
- indvandring (også kaldt bruttoindvandring) omfatter i dansk statistisk sammenhæng personer, som i løbet af et år flytter til Danmark fra en bopæl i udlandet. I Danmark skal tilflyttere fra udlandet, som har til hensigt at bo i Danmark i mindst tre måneder, registreres i folkeregisteret og få dansk CPR-nummer. Kun personer registreret i folkeregisteret inkluderes i tallet for indvandring.[14]
- udvandring omfatter personer, som er flyttet til udlandet i løbet af året. I Danmark skal personer, som har til hensigt at flytte til udlandet i mindst seks måneder, melde det til folkeregisteret, så de kan blive afregistreret. Kun afregistrerede personer indgår i opgørelsen af udvandring.[14]
- nettoindvandring defineres som forskellen mellem ind- og udvandring.[14]

### Andre udtryk
- indbyggertal angiver antallet af indbygger inden for et nærmere afgrænset område (enten administrativt afgrænset, fx et sogn, en kommune, et herred, et amt, et stift eller en stat, eller topografisk afgrænset, fx en landsby, en by, en købstad eller en ø).
- befolkningstæthed angiver antallet af indbyggere pr. arealenhed (som regel pr. km²).
- erhvervsfrekvens angiver den del af befolkningen, der indgår i arbejdsstyrken. Erhvervsfrekvensen opgøres ofte særskilt for forskellige aldersintervaller.
- erhvervsfordeling angiver en given befolknings erhvervsmæssige fordeling efter hovederhvervsgrupper. Der anvendes forskellige opdelinger til sådanne erhvervsfordelingsbeskrivelser.
- en familie angiver en eller flere personer, der bor på samme adresse og har familiemæssig relation. Danmarks Statistik regner med tre hovedtyper af familier: Parfamilier, enlige og ikke-hjemmeboende børn.[15]
- en husstand angiver bofællesskab, idet den omfatter samtlige personer på en adresse, uanset relationerne mellem dem. I en husstand kan derfor indgå en eller flere familier.[16]

## Emner
Man kan skelne mellem den del af befolkningslæren, der skildrer en given befolknings(gruppes) tilstand, og den del, der skildrer forandringer i befolkningsforholdene. Ofte vil befolkningsundersøgelser omfatte såvel tilstandsbeskrivelser som forandringer heri. Undersøgelser af de befolkningsmæssige forandringer kan atter inddeles i undersøgelser af afsluttede tidsrum (fx måned, år, årti, århundrede) og tidsserier eller flere efter hinanden følgende tidsrum.

### Tilstandsbeskrivelser
En tilstandsbeskrivelse er en beskrivelse af en given befolknings størrelse og sammensætning på et givet tidspunkt. Sådanne beskrivelser omfatter først og fremmest antallet af indbyggere i et givet område, men det er ligeledes af stor betydning for forståelsen af befolkningens udvikling at kende dens sammensætning, hvorved de vigtigste kendetegn er fordelingen på køn, alder, ægtestand og familietilhørsforhold. Ved hjælp af disse kendetegn er det muligt at vurdere befolkningens mulighed for børneavl, sandsynligheden for dødsfald med mere.
Tilstandsbeskrivelsen kan tillige rumme andre træk, der kendetegner en befolkning, blandt andet dens erhvervsmæssige fordeling, trostilknytning, indkomstmæssige forhold og lignende, som alle bidrager til forståelsen af de vilkår, en given befolkning lever under.
I mange lande består befolkningen af grupper med forskellig etnisk herkomst, hvor det kan være vigtigt at kende oplysninger om disse baggrundstræk for de enkelte grupper for derved at kunne bedømme udviklingen for de enkelte befolkningsdele hver for sig. Ulighed med hensyn til etnisk herkomst kan på linje med forskellige former for social og økonomisk ulighed bidrage til at skabe modsætninger mellem forskellige befolkningsgrupper og derved undergrave sammenhængskraften i et samfund.
Ligeledes kan en given befolkning beskrives med hensyn til dens fordeling inden for det område, den omfatter. Hovedvægten lægges her på befolkningens fordeling mellem bymæssige bebyggelser og landlige områder og dermed urbaniseringsgraden (andelen af befolkningen, der i byerne). Men desuden kan det være af betydning at kende en given befolknings fordeling på mindre områder som sogne, kommuner, regioner med mere. Denne fordeling afspejler altid i nogen grad levevilkårene, idet befolkningen som hovedregel vil bosætte sig i rimelig nærhed af sin arbejdsplads. Er der forskel på den kommune, hvor en person bor, og den kommune, hvor vedkommende arbejder, tales om pendling. Pendling bruges blandt andet som udtryk for et givet steds betydning som arbejdssted for omgivelserne.
I nyere tid (fra slutningen af 1700-tallet) kendes disse oplysninger gennem folketællinger og nutidens folkeregistre. For tiden forud må oplysninger om befolkningens størrelse og sammensætning rekonstrueres ud fra samtidige kilder, blandt andet kirkebogsoplysninger om antallet af fødte og døde, viede og de oplysninger, der kan udledes om aldersfordelingen for de pågældende personer. Selvom disse oplysninger aldrig kan blive helt dækkende med hensyn til tidligere forhold, kan de betragtes som en mere eller mindre repræsentativ stikprøve, der kan sammenlignes med senere tider og derved anvendes ved bedømmelsen af forandringer i en given befolknings forhold.
Nedenfor eksempler på emner, der kan gøres til genstand for tilstandsbeskrivelser:
| Tilstandsbeskrivelser                 | Mængde                                                           | Relation                                                  |
| ------------------------------------- | ---------------------------------------------------------------- | --------------------------------------------------------- |
| samlet antal personer                 | antal personer i alt                                             | -                                                         |
| kønsfordeling                         | antal mænd                                                       | andel mænd                                                |
|                                       | antal kvinder                                                    | andel kvinder                                             |
| aldersfordeling                       | antal med given alder                                            | andel i aldersgruppe                                      |
| erhvervsfordeling                     | antal med givet erhverv                                          | andel af befolkningen med givet erhverv                   |
| fordeling efter ægteskabelig stilling | antal gifte                                                      | andel gifte                                               |
|                                       | antal ugifte                                                     | andel ugifte                                              |
|                                       | antal forhenværende gifte (enker, enkemænd)                      | andel forhenværende gifte (enker, enkemænd)               |
| fødested                              | antal født et givet sted (by, sogn, kommune, herred, amt)        | andel født et givet sted (by, sogn, kommune, herred, amt) |
| etnisk herkomst                       | antal født et givet sted (land, verdensdel)                      | andel født et givet sted (land, verdensdel)               |
| tro                                   | antal tilhørende en given trosretning                            | andel tilhørende en given trosretning                     |
| husstandsstørrelse                    | antal husstande af en given størrelse (antal medlemmer)          | andel husstande af en given størrelse                     |
| urbaniseringsgrad                     | antal personer bosatte i købstæder/forstæder/byer/landdistrikter | andel personer fordelt efter bosætningssted               |
| geografisk fordeling                  | antal i et givet område (by/sogn/kommune/landsdel/land)          | befolkningstæthed (antal personer pr. arealenhed)         |
| bolig-arbejdsstedsforhold             | antal udpendlere (til et givet sted)                             | andel udpendlere (til et givet sted)                      |
|                                       | antal indpendlere (fra et givet sted)                            | andel indpendlere (fra et givet sted)                     |

### Udviklingsbeskrivelser
Der er fire forhold, som spiller ind på en given befolknings udvikling:
- fødsler
- dødsfald
- tilflytning (indvandring)
- fraflytning (udvandring)

Forskellen mellem fødsler og dødsfald i et givet tidsrum betegnes fødselsoverskuddet henholdsvis fødselsunderskuddet eller den naturlige tilvækst. Forskellen mellem tilflytning og fraflytning i et givet tidsrum betegnes vandringsoverskuddet henholdsvis vandringsunderskuddet.
I formel udtrykkes befolkningsudviklingen almindeligvis:
P2 = P1 + (B – D) + (Mi – Mo),
hvor P1 angiver befolkningens størrelse ved udgangstidspunktet, P2 angiver befolkningens størrelse ved sluttidspunktet, B angiver fødsler, D angiver døde, Mi angiver tilvandrede (indvandrede) og Mo fravandrede (udvandrede) i den mellemliggende tid.
Hver af disse forhold beror igen på befolkningens sammensætning, således om kvinderne er i den fødedygtige alder eller ej, men desuden deres nøjere alder, idet der er en sammenhæng også mellem fertilitet (evne og vilje til at bringe børn til verden) og kvindealder inden for den fødedygtige alder. Tilsvarende beror dødsfaldene på befolkningens alderssammensætning: i ældre tid var især omfanget af dødfødte, spædbørnsdødelighed og børnedødelighed af stor betydning.
Kendetegnende er det, at de bagved virkende forhold ændres med tiden som følge af bedre levevilkår, sundhedsvæsen og forandret livsstil. Det er derfor en betydelig del af demografiens opgave at belyse disse forandringer og deres årsager.
Nedenfor eksempler på emner for undersøgelser for afsluttede tidsrum:
| Tidsrumsundersøgelser      | Mængde                            | Absolut relation                                 | Relativ relation                             |
| -------------------------- | --------------------------------- | ------------------------------------------------ | -------------------------------------------- |
| Fødsler                    | antal fødte i alt i tidsrum       | antal fødte pr. tidsenhed (fx år)                | andel fødte i tidsrum eller pr. tidsenhed    |
| Døde                       | antal døde i alt i tidsrum        | antal døde pr. tidsenhed (fx år)                 | andel døde i tidsrum eller pr. tidsenhed     |
| Dødfødte                   | antal dødfødte i alt i tidsrum    | antal dødfødte pr. tidsenhed (fx år)             | andel dødfødte i tidsrum eller pr. tidsenhed |
| Fødselsoverskud/-underskud | antal fødte flere/færre i tidsrum | fødselsoverskud/-underskud pr. tidsenhed (fx år) | -                                            |
| Tilflyttere                | antal tilflyttede i alt i tidsrum | antal tilflyttere pr. tidsenhed (fx år)          | -                                            |
| Fraflyttere                | antal fraflyttere i alt i tidsrum | antal fraflyttere pr. tidsenhed (fx år)          | -                                            |
| Flyttebalance              | antal til-/fraflyttede i tidsrum  | antal til-/fraflyttere pr. tidsenhed (fx år)     | -                                            |

Tidsserier kan undersøge alle de ovennævnte forhold over kortere eller længere tidsrum, hvorved der kan fremkomme tidsbestemte forandringer. Mest kendt er den demografiske transition, hvor først dødeligheden og siden fødselshyppigheden faldt fra et forholdsvis højt niveau til et langt lavere niveau (set i forhold til befolkningens størrelse). Et andet velkendt eksempel på forandring over tid er skiftet fra altovervejende fødevarefremskaffende næringsveje (landbrug, fiskeri) til et næringsliv med overvejende fremstilling- og forarbejdningsnæringer (håndværk, industri, byggeri og anlæg) og siden til serviceerhverv (tjenester som administration, samfærdsel, handel med mere). Et tredje eksempel er urbaniseringsprocessen, hvor en stigende andel af befolkningen er bosat i bymæssige bebyggelser. Et fjerde eksempel er den udadgående bølge for storbyers befolkningstyngdepunkt. Alle disse skift er i Danmark sket i tiden fra landboreformerne til indgangen til det 21. århundrede.
Endelig kan demografien inddeles i beskrivende og forklarende eller analyserende undersøgelser. Også her gælder det, at de beskrivende led ofte tjener som grundlag for analyserne. Som eksempler på emner for sådanne undersøgelser kan nævnes fx fertilitet (antal fødte i forhold til kvinder i fødedygtig alder), kvinders alder ved barnefødsler for første, andet, etc. barn, køns- og aldersfordelingen for døde/tilflyttere/fraflyttere.

## Demografiske spørgsmål
Demografien beskæftiger sig med alle spørgsmål, der vedrører befolkningsforhold, herunder de følgende fem:
1. rekonstruktion af historiske befolkningsdata. Eftersom egentlige folketællinger først har fundet sted siden 1700-tallet,[17] må alle forsøg på at danne sig indtryk af befolkningens størrelse og sammensætning tidligere ske ved rekonstruktioner, det vil sige ved indsamling af oplysninger fra andre kilder (fx kirkebøger og skattemandtal), og på grundlag heraf foretage skøn og beregninger. Der er heller ikke altid sikkerhed for, at de oplysninger, som er blevet indsamlede ved folketællinger, er fejlfri.[18] Denne virksomhed indbefatter derfor også skøn over og vurderinger af de anvendte kilders brugbarhed (dækningsgrad, indholdsmæssige troværdighed).
2. bestemmelse af ydre forholds indflydelse på befolkningsudviklingen. Til sådanne ydre forhold, hvis virkninger undersøges, henregnes blandt andet krige, sygdomsepidemier, hungersnød (misvækst), men tillige styrets tiltag, den tekniske og den teknologiske udvikling.
3. demografiske analyser. Hertil regnes sammenstillingen af forskellige demografiske størrelser med henblik på at belyse indbyrdes sammenhænge (fx forholdet mellem kvinder af ulige alder og antallet af deres fødte børn).
4. befolkningsfremskrivninger. Med udgangspunkt i de sammenhænge, der er fundet under det forrige punkt, kan der foretages beregninger over befolkningsudviklingen i fremtiden forudsat, at de samme sammenhænge også fremover gør sig gældende.
5. befolkningsudviklingsteori. Herunder regnes overvejelser over, hvilke forhold der indvirker på befolkningsudviklingen, og hvilke afledte virkninger denne har. Mest kendt blandt sådanne teorier er problemstillingen om "overbefolkning", med andre ord om sammenhængen mellem den i et givet område bosatte befolkning og områdets evne til at brødføde befolkningen. Overvejelser herom blev først fremsat 1798 af Thomas Malthus i hans teori om, at befolkningen altid vil vokse, indtil den befinder sig på grænsen for et områdes evne til at brødføde befolkningen, hvorfor befolkningen altid vil leve på grænsen til hungersnød. Skønt befolkningen siden er mangedoblet, og jordbruget har vist sig i stand til at yde stadig større udbytter, mener de såkaldte malthusianere fortsat, at der må være en grænse for vækst, som vil vise sig før eller siden.

### Demografi og samfundsøkonomi
Den demografiske udvikling har overordentlig stor betydning for såvel samfundsøkonomien som samfundsudviklingen i det hele taget. Et eksempel er det såkaldte babyboom i mange vestlige lande, heriblandt Danmark, hvor der blev født usædvanlig store årgange af børn i årene umiddelbart efter 2. verdenskrig. Disse årgange har i takt med deres opvækst og aldring medført en række forandringer og nødvendige tilpasninger i uddannelsessystemet, på arbejdsmarkedet, i sundhedsvæsenet og for de offentlige finanser. Et andet eksempel er den stigende middellevetid, der forårsager, at folks liv bliver længere. Det har konsekvenser for den finanspolitiske holdbarhed og bl.a. som følge heraf kan yngre generationer forvente at tilbringe flere år på arbejdsmarkedet end deres forældre.

## Demografiske kilder
Grundlaget for befolkningsundersøgelser er mangfoldigt og vil bero på den enkelte undersøgelses formål. Man kan dog i hovedsagen skelne mellem ubearbejdede og bearbejdede kilder (de sidstnævnte udgør i sig selv demografiske undersøgelser, selvom de kun har til formål at sammenfatte et oplysningsmateriale i en mere overskuelig form). Til de ubearbejdede kilder kan henregnes:
1. folketællinger, det vil sige registreringer over befolkningens sammensætning på et givet sted og til en given tid. Sådanne folketællinger foretages med mere eller mindre regelmæssige mellemrum og kan eksempelvis indeholde oplysninger om den tilstedeværende og/eller hjemmehørende befolkning, herunder de pågældende personers navn, køn, alder, fødested, stilling i familien, erhverv, trosretning, undertiden desuden om arbejdsstedets beliggenhed, indkomstforhold, sidste opholdssted inden tilflytning (for tilflytteres vedkommende) og andet.
2. kirkebøger, det vil sige registreringer over et sogns kirkelige handlinger, der i større eller mindre grad falder sammen med demografiske forhold: dåb (svarende til fødsler), begravelser (svarende til dødsfald), til- og fraflytninger, konfirmationer, vielser, alt sædvanligvis med oplysninger om de berørte personers navn og bopæl. Ældre kirkebøger fra før 1814 kan tillige indeholde oplysninger om dødes liv og levned, hvilke oplysninger ligeledes kan bearbejdes i forbindelse med demografiske undersøgelser.
3. skattemandtal, det vil sige registreringer af personer i et givet område, der var (eller ikke var) skyldige at udrede betalinger (skatter) til riget.
4. jordebøger, det vil sige registreringer af ejere og/eller brugere af faste ejendomme.

### Ældre tekster om demografiske forhold
- Salmonsens Konversationsleksikon, 2. udgave, Bind 2; København 1915 Arkiveret 12. marts 2012 hos  Wayback Machine
- Anonym: "Statistiske Resumés: I. Folketællingen" (Nationaløkonomisk Tidsskrift: Ny række, Bind 1; 1883) Arkiveret 14. november 2012 hos  Wayback Machine
- Aage Aagesen: "Oprindelsen af Esbjergs Befolkning" (Geografisk Tidsskrift, Bind 47; 1944) Arkiveret 6. marts 2012 hos  Wayback Machine
- Aage Aagesen: "Nordslesvigs befolkningsgeografi" (Geografisk Tidsskrift, Bind 57; 1958) Arkiveret 5. november 2012 hos  Wayback Machine
- Aage Aagesen: "The population of Denmark" (Geografisk Tidsskrift, Bind 59; 1960) Arkiveret 4. februar 2016 hos  Wayback Machine
- Aage Aagesen: "The population of Denmark 1955-1960" (Geografisk Tidsskrift, Bind 63; 1964) Arkiveret 4. februar 2016 hos  Wayback Machine
- Aage Aagesen: "The population of Denmark 1960-1965" (Geografisk Tidsskrift, Bd. 67; 1968) Arkiveret 5. marts 2016 hos  Wayback Machine
- Aage Aagesen: "The population of Denmark 1965—1970" (Geografisk Tidsskrift, Bind 70; 1971) Arkiveret 4. marts 2016 hos  Wayback Machine
- Otto Andersen: "Dødelighedsforholdene i Danmark 1735-1839" (Nationaløkonomisk Tidsskrift, Bind 111; 1973) Arkiveret 5. marts 2012 hos  Wayback Machine
- Rachel Bager: "Beregning af befolkningstilvæksten 1950-1978 i de enkelte byer og bymæssige bebyggelser" (Nationaløkonomisk Tidsskrift, Bind 98; 1960) Arkiveret 5. marts 2016 hos  Wayback Machine
- Gustav Bang: "Sjællandsk Landbefolkning i det 17. og 18. Aarhundrede" (Historisk Tidsskrift, Bd. 7, rk. 2; 1899) Arkiveret 5. marts 2016 hos  Wayback Machine
- Poul Boserup: "Om måling af ægteskabelig frugtbarhed" (Nationaløkonomisk Tidsskrift, Bind 108; 1970) Arkiveret 5. marts 2016 hos  Wayback Machine
- Einar Cohn: "Nogle Betragtninger over Nedgangen i Fødselshyppighed og Børnedødelighed" (Nationaløkonomisk Tidsskrift, 3. række, Bind 17; 1909) Arkiveret 5. marts 2016 hos  Wayback Machine
- Kr. Erslev: "Danmarks Folkemængde i Valdemar Sejrs Tid" (Historisk Tidsskrift, Bd. 5, rk. 5; 1885) Arkiveret 4. marts 2016 hos  Wayback Machine
- Knud Fabricius: "Skånsk Indvandring til Sjælland i Slutningen af 1600-tallet" (Historisk Tidsskrift, Bd. 11, rk. 3; 1950) Arkiveret 31. oktober 2020 hos  Wayback Machine
- J. A. Fridericia: "Studier over Kjøbenhavns Befolkningsforhold i det 17. Aarhundrede, særlig omkring Aaret 1660" (Historisk Tidsskrift, Bd. 6, rk. 2; 1889) Arkiveret 31. oktober 2020 hos  Wayback Machine
- Hans H. Fussing: "Øernes befolkning under Karl Gustavkrigene" (Historisk Tidsskrift, Bd. 11, rk. 1; 1944)
- Halvor Gille: "Nettoreproduktionstallet i kritisk belysning" (Nationaløkonomisk Tidsskrift, Bind 87; 1949) Arkiveret 31. oktober 2020 hos  Wayback Machine
- Fr. Hammerich: "Bidrag til Belysning af den danske Stats Folkemængde, Næringsveje og Finantser i Midten af det syttende Aarhundrede" (Historisk Tidsskrift, Bd. 3, rk. 2; 1860) Arkiveret 31. oktober 2020 hos  Wayback Machine
- Svend Aage Hansen: "Befolkningsforløbet 1645-1960" (Nationaløkonomisk Tidsskrift, Bind 104; 1966) Arkiveret 5. marts 2012 hos  Wayback Machine
- Svend Aage Hansen: "En disputats om demografiske ändringer i Danmark" (Nationaløkonomisk Tidsskrift, Bd. 108; 1970) Arkiveret 5. marts 2012 hos  Wayback Machine
- Thorkild Hjortkjær og Ebbe Kjeldgaard: "Frugtbarheden i Danmark. En undersøgelse for kvinder af generationerne 1865 — 1925" (Nationaløkonomisk Tidsskrift, Bind 94; 1956)
- Kristian Hvidt: Nordiske studier over emigration 1965-75" (Historisk Tidsskrift, Bd. 13, rk. 6; 1979) Arkiveret 16. marts 2012 hos  Wayback Machine
- A. J.: "Folketællings-Notitser" (Nationaløkonomisk Tidsskrift, 3. række, Bind 9; 1901) Arkiveret 13. november 2012 hos  Wayback Machine
- A. J.: "Danmarks Areal og Folkemængde. — Fødselshyppighed Dødelighed. — Forskydninger mellem Land og By. — Hovedstadens Befolkningstilvækst siden 1850" (Nationaløkonomisk Tidsskrift, 3. række, Bind 14; 1906) Arkiveret 5. marts 2016 hos  Wayback Machine
- A. J.: "En Formel for Angivelse af Befolkningens Koncentration" (Nationaløkonomisk Tidsskrift, 3. række, Bind 21; 1913) Arkiveret 5. marts 2016 hos  Wayback Machine
- Adolph Jensen: "Den aftagende Dødelighed" (Nationaløkonomisk Tidsskrift, Bind 3. række, 16; 1908) Arkiveret 5. marts 2012 hos  Wayback Machine
- Adolph Jensen: "Dødelighedens Indflydelse paa Varigheden af den økonomisk-produktive Levetid" (Nationaløkonomisk Tidsskrift, Bind 3. række, 17; 1909) Arkiveret 5. marts 2012 hos  Wayback Machine
- A. J.: "En »Udvandrings- og Indvandringstavle«" (Nationaløkonomisk Tidsskrift, 3. rk, bd. 18; 1910) Arkiveret 31. oktober 2020 hos  Wayback Machine
- Adolph Jensen: "Den aftagende Fødselshyppighed" (Nationaløkonomisk Tidsskrift, 3. række, Bind 21; 1913) Arkiveret 31. oktober 2020 hos  Wayback Machine
- Jensen: "Den samlede Virkning af Dødelighedens og Fødselshyppighedens Aftagen" (Nationaløkonomisk Tidsskrift, 3. række, Bind 21: 1913) Arkiveret 15. maj 2012 hos  Wayback Machine
- Adolph Jensen: "Befolkningsforhold i de nordiske Lande i det 18. Aarhundrede" (Nationaløkonomisk Tidsskrift, Bd. 3, rk. 43; 1935) Arkiveret 5. marts 2012 hos  Wayback Machine
- Hans Chr. Johansen: "Befolkningsudviklingen på landet i Danmark omkring år 1800" (Historie/Jyske Samlinger, Ny række, Bind 9; 1970) Arkiveret 5. marts 2016 hos  Wayback Machine
- Hans Chr. Johansen: "Danmarks folketal omkring år 1700" (Historie/Jyske Samlinger, Ny række, Bind 12; 1977) Arkiveret 31. oktober 2020 hos  Wayback Machine
- Hans Chr. Johansen: "Folk og produktion på fynske gårde gennem to århundreder" (Historie/Jyske Samlinger, Ny række, Bind 17; 1987) Arkiveret 16. marts 2012 hos  Wayback Machine
- Aksel Lassen: "Befolkningsudviklingen i Danmark 1660-1769" (Historie/Jyske Samlinger, Ny række, Bind 5; 1959) Arkiveret 5. marts 2012 hos  Wayback Machine
- Edv. Ph. Mackeprang: "Ægteskaber, Fødsler og Dødsfald 1760—69" (Nationaløkonomisk Tidsskrift, Bd. 3, rk. 14; 1906) Arkiveret 5. marts 2012 hos  Wayback Machine
- Edv. Ph. Mackeprang: "Et Brudstykke af en Folketælling fra 1645" (Nationaløkonomisk Tidsskrift, Bd. 3, rk. 15; 1907) Arkiveret 5. marts 2016 hos  Wayback Machine
- Dr. polit. E. Mackeprang: "Drengefødslernes Overtallighed" (Nationaløkonomisk Tidsskrift, Bd. 3, rk. 31; 1923) Arkiveret 5. marts 2016 hos  Wayback Machine
- P. C. Matthiesen: "Om relevant forskning i den demografiske transitition" (Nationaløkonomisk Tidsskrift, Bind 108; 1970) Arkiveret 5. marts 2012 hos  Wayback Machine
- Henning Mørch: "Fødesteds- og indflytningsfeltet for Grindsted by 1964" (Geografisk Tidsskrift, Bind 67; 1968) Arkiveret 20. oktober 2012 hos  Wayback Machine
- Henning Mørch: "Population and resources on the minor Danish islands 1860,1900, and 1960" (Geografisk Tidsskrift, Bind 74; 1975) Arkiveret 5. marts 2016 hos  Wayback Machine
- Henning Mørch: "Two types of Danish rural population change based on natural resources – a long-term perspective (1769-1981)" (Geografisk Tidsskrift, Bind 88; 1988) Arkiveret 5. marts 2016 hos  Wayback Machine
- Lene Leth Nielsen: "Analyse af de indre vandringer i Danmark, belyst ved en stikprøve og et regionalt eksempel" (Geografisk Tidsskrift, Bind 66; 1967)
- Hans Cl. Nybølle: "Ægtebørns og Uægtebørns Dødelighed" (Nationaløkonomisk Tidsskrift, 3. rk., Bd. 31; 1923) Arkiveret 5. marts 2012 hos  Wayback Machine
- Hans Cl. Nybølle: "Dødelighed og krig" (Nationaløkonomisk Tidsskrift, 3. rk, Bd. 48; 1940) Arkiveret 5. marts 2012 hos  Wayback Machine
- Jørn Henrik Petersen: "Demografisk udvikling, ældrepolitik og økonomiske konsekvenser af et øget omsorgsbehov – et skandinavisk perspektiv" (Nationaløkonomisk Tidsskrift, Bind 131; 1993) Arkiveret 5. marts 2016 hos  Wayback Machine
- M.Rubin: "Om Forøgelsen af Kjøbenhavns Befolkning. En statistisk Notits" (Nationaløkonomisk Tidsskrift, Første række, Bind 8; 1877) Arkiveret 5. marts 2016 hos  Wayback Machine
- Marcus Rubin "Bidrag til Kjøbenhavns Befolkningsstatistik i Hundredaaret 1630—1730" (Historisk Tidsskrift, Bd. 5, rk. 3; 1881) Arkiveret 5. marts 2012 hos  Wayback Machine
- Marcus Rubin: "Hovedstadens Befolkningstilvæxt" (Nationaløkonomisk Tidsskrift, Ny række, Bd. 10; 1892)
- Marcus Rubin: "Dødeligheden i Danmark 1890-95" (Nationaløkonomisk Tidsskrift, Bind 3. række, 6; 1898) Arkiveret 5. marts 2012 hos  Wayback Machine
- Marcus Rubin: "Folketal og Fødselshyppighed" (Historisk Tidsskrift, Bd. 7, rk. 3; 1900) Arkiveret 5. marts 2016 hos  Wayback Machine
- Will. Scharling: "Den økonomiske Tilstands Indflydelse paa Vielser, Fødsler og Dødsfald. En Befolkningsstudie" (Nationaløkonomisk Tidsskrift, Første række, Bind 2; 1873) Arkiveret 5. marts 2012 hos  Wayback Machine
- Th. Sørensen (anmeldelse af: Marcus Rubin og Harald Westergaard: Landbefolkningens Dødelighed. Landbefolkningens Dødelighed i Fyns Stift. Et Bidrag til en Dødelighedsstatistik for Kongeriget Danmark; København 1886): "Landbefolkningens Dødelighed" (Nationaløkonomisk Tidsskrift, Ny række, Bind 4; 1886) Arkiveret 5. marts 2012 hos  Wayback Machine
- H. M. Velschow: "Om Folkemængden i Danmark i Midten af det trettende Aarhundrede" (Historisk Tidsskrift, Bd. 1, rk. 4; 1843) Arkiveret 5. marts 2016 hos  Wayback Machine